# Uittamonsaaret
Uittamonsaaret är en ö i Finland. Den ligger i sjön Kyrösjärvi och i kommunerna Ikalis och Tavastkyro och landskapet Birkaland, i den sydvästra delen av landet, 200 km nordväst om huvudstaden Helsingfors. Öns area är 1,9 hektar och dess största längd är 220 meter i nord-sydlig riktning.  Notera att namnet antyder att det är fråga om flera öar.